# Erwin Vierow
Erwin Vierow (sinh ngày 15 tháng 5 năm 1890 mất ngày 1 tháng 2 năm 1982), ông là Thượng tướng Bộ binh Đức Quốc xã và chỉ huy lực lượng Đức phía Tây Bắc nước Pháp trong Thế chiến thứ hai.